# Lijst van gemeentelijke monumenten in Overijssel

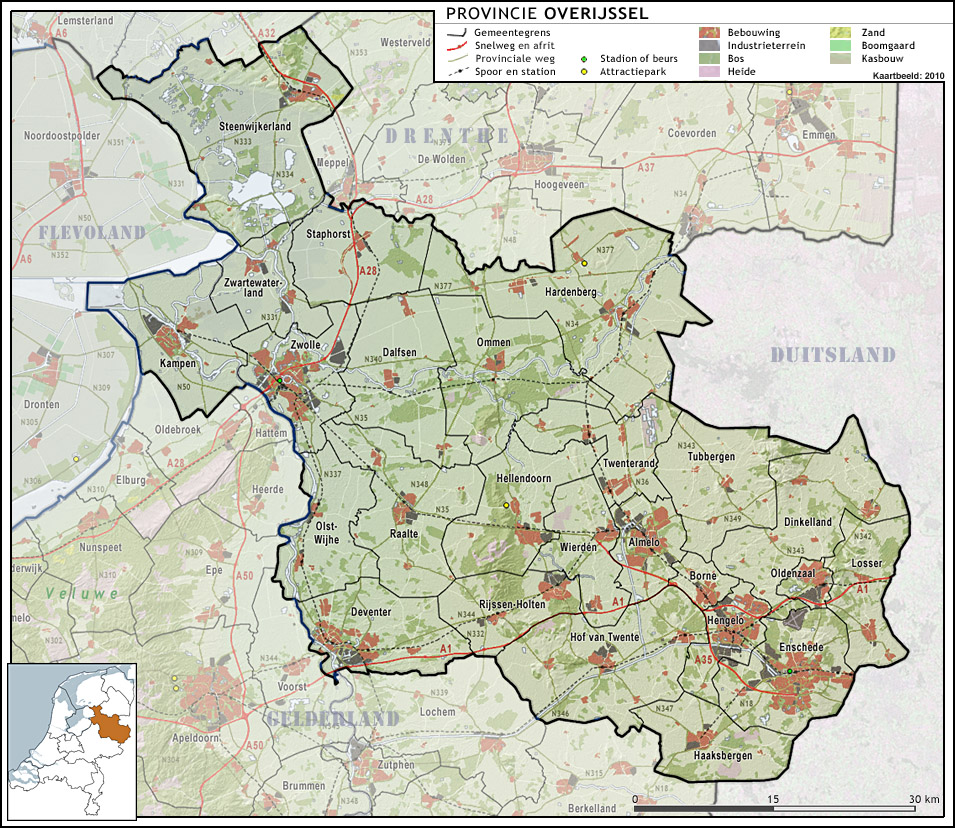
Overijssel

In een aantal gemeenten in Overijssel zijn er gemeentelijke monumenten door de gemeente aangewezen.
- Lijst van gemeentelijke monumenten in Almelo
- Lijst van gemeentelijke monumenten in Borne
- Lijst van gemeentelijke monumenten in Dalfsen
- Lijst van gemeentelijke monumenten in Dinkelland
- Lijst van gemeentelijke monumenten in Deventer
- Lijst van gemeentelijke monumenten in Enschede
- Lijst van gemeentelijke monumenten in Haaksbergen
- Lijst van gemeentelijke monumenten in Hardenberg
- Lijst van gemeentelijke monumenten in Hellendoorn
- Lijst van gemeentelijke monumenten in Hengelo
- Lijst van gemeentelijke monumenten in Hof van Twente
- Lijst van gemeentelijke monumenten in Kampen
- Lijst van gemeentelijke monumenten in Losser
- Lijst van gemeentelijke monumenten in Oldenzaal
- Lijst van gemeentelijke monumenten in Olst-Wijhe
- Lijst van gemeentelijke monumenten in Ommen
- Lijst van gemeentelijke monumenten in Raalte
- Lijst van gemeentelijke monumenten in Rijssen-Holten
- Lijst van gemeentelijke monumenten in Staphorst
- Lijst van gemeentelijke monumenten in Steenwijkerland
- Tubbergen heeft geen gemeentelijke monumenten.[1]
- Lijst van gemeentelijke monumenten in Twenterand
- Lijst van gemeentelijke monumenten in Wierden
- Lijst van gemeentelijke monumenten in Zwartewaterland
- Lijst van gemeentelijke monumenten in Zwolle